# 統合失調感情障害
統合失調感情障害（とうごうしっちょうかんじょうしょうがい、英: Schizoaffective Disorder）は、精神障害の一つである。統合失調症の症状に明白な躁病あるいはうつ病の症状の両方が同時に混在しており、永続的な欠陥を残さず寛解する傾向を持つが、再発しやすい。非定型精神病と混同されやすいが、同一の概念ではない。
治療法については、「統合失調感情障害#治療」を参照。

## 定義
統合失調症の症状と気分障害の症状の両方が同時に現れるのが特徴である。統合失調症の症状、あるいは気分障害（躁病、うつ病、または躁うつ混合性）の症状だけが別々の期間に現れる場合は、統合失調感情障害とは診断されない。また躁やうつ（あるいは混合）などの気分障害が生じている時のみ、統合失調症の症状を呈する場合は、気分障害の扱いになる。

## 診断
DSM-IVによる診断基準は次のようなものになっている。
気分障害のエピソード期間以外にも幻覚・妄想などの精神病症状のある期間が必要とされること（基準B）や、またそれ以外にも気分障害の基準を満たす十分な期間が必要であること（基準C）などの基準がある。

### DSM-IVによる診断基準
A. 中断されない一つの疾病のエピソードの間に、大うつ病エピソード、躁病エピソード、混合性エピソードのいずれかと、統合失調症の診断基準Aを満たす症状が同時に存在すること。
B. 同じエピソードの間に、少なくとも2週間、著明な気分障害を伴わずに幻覚や妄想が存在したことがある。
C. 気分障害のエピソード基準を満たす症状が、疾患の活動期および残遺期を含む全期間の大部分に存在すること。
D. 障害は物質（例：乱用薬物、投薬）や一般身体疾患の直接的な生理学的身体作用によるものではない。

## 分類
統合失調感情障害には2つのサブタイプが存在しており、診断書に記載することがある。
- 双極型 -
  - 躁病型（躁病エピソードのみの場合）
  - 混合型（躁病または混合性エピソードと大うつ病エピソード）
- 抑うつ型 - 大うつ病エピソードのみの場合

疾病エピソードを繰り返す患者、特にうつ状態より躁状態を繰り返す患者は、通常完全寛解し、欠陥を残すことはまれである。
うつ病・躁うつ病・統合失調症を経過した場合は、躁状態を繰り返す場合でも、完全に寛解することはない。通院と服薬を続けなければ、再発した際に、病名が変わることになり、この病名に当てはまらなくなる。とくに統合失調症を発症した場合は、生涯残る障害と言われているため、完全寛解に至ると断薬した場合、再発の可能性が高まる点に注意が必要である。

### ICD-10による分類
- F25.0 統合失調感情障害 躁病型 (Schizoaffective Disorder, Manic Type)
- F25.1 統合失調感情障害 うつ病型 (Schizoaffective Disorder, Depressive Type)
- F25.2 統合失調感情障害 混合型 (Schizoaffective disorder, mixed type)
- F25.8 その他の統合失調感情障害 (Other schizoaffective disorders)
- F25.9 統合失調感情障害 詳細不明 (Schizoaffective disorder, unspecified)

## 治療

### 薬物療法
パリペリドンなどの抗精神病薬、リチウムやバルプロ酸、カルバマゼピンなどの気分安定薬、SSRI や SNRI などの抗うつ薬などを用いる。
抗精神病薬に、バルプロ酸などの気分安定薬を併用することは、抗精神病薬単独での使用よりも、より効果的であることが示されている。ただしリチウムと抗精神病薬の組み合わせは錐体外路症状を引き起こす危険性がある。抗うつ作用を持つラモトリギンの使用は、抑うつ時の患者に薦められる。
フルオキセチンやセルトラリンなどのSSRIや、SNRIの使用は、躁または精神病症状を出現させるおそれがあり、単独での使用は薦められない。

### 心理療法
認知行動療法が有効である（症状への具体的な治療法については、「統合失調症#治療」「うつ病#認知行動療法」「双極性障害#認知行動療法」を参照）。